# ليودميلا بيتروفا
ليودميلا بيتروفا (الروسية: Людмила Петрова) هي عداءة مراثونية روسية، ولدت في 7 أكتوبر 1968.

## وصلات خارجية
- ليودميلا بيتروفا على موقع الاتحاد الدولي لألعاب القوى (الإنجليزية)
- ليودميلا بيتروفا على موقع أوليمبيديا (الإنجليزية)